# (202421) 2005 UQ513
(202421) 2005 UQ513とは、絶対等級が3.97のキュビワノ族である。そのスペクトルには、水・氷による吸収率が弱い兆候がある。(202421) 2005 UQ513はクワオアーのように非常に赤いスペクトルを持っている。これは表面がおそらく多くの複雑な構造の有機分子を含んでいることを示唆している。その光度曲線はΔm=0.3等の変動を示しているが、自転周期は決定されていない。

## 分類
(202421) 2005 UQ513の近日点は37.3天文単位である。小惑星センター（MPC）は(202421) 2005 UQ513をキュビワノ族として分類し、Deep Ecliptic Survey（DES）は散乱円盤天体として分類している。衝突族であるハウメア族の候補となったことがあったが、赤いスペクトルを考えるとハウメア族ではないとされている。

## 距離
2018年12月の時点で、太陽から48.0天文単位離れている。2123年に近日点に到達する。
1990年まで、14の衝で194回観測されており、プレカバリー画像が存在する。